# Wanted Dead or Alive (canción de Tupac)
«Wanted Dead or Alive» es un sencillo de 2Pac, Snoop Dogg y Dazdillinger Arnaud de la banda sonora de la película Gridlock'd. Fue lanzado junto con un video musical. El video muestra a la policía intentando capturar a Snoop Dogg y escenas del fallecido rapero Tupac Shakur. El contenido de la letra de la canción es similar al de "2 of Amerikaz Most Wanted". El video está dirigido por Scott Kalvert. El sencillo alcanzó el puesto #16 en el Reino Unido.

## Posiciones
| Lista (1997)                                  | Posición máxima |
| --------------------------------------------- | --------------- |
| Australian Recording Industry Association     | 41              |
| Recording Industry Association of New Zealand | 3               |
| UK Singles Chart                              | 16              |